# Lichtontwerper
Een lichtontwerper is een persoon die zich bezighoudt met het opstellen (en vaak ook uitvoeren, als lichtoperator) van ontwerpen voor de belichting van ruimten (zoals musea en galerieën) of van theatervoorstellingen of film- en televisieproducties. Hiertoe maakt de lichtontwerper gebruik van verschillende lichtbronnen, voor het merendeel elektrische (zoals theaterlampen, lasers), maar soms ook natuurlijke (zoals vuur of kaarsvlammen). Sommige lichtontwerpers richten zich daarnaast op het ontwerpen van de verdeling van daglicht (natuurlijk licht) in gebouwen.
In Nederland bestaat een opleiding tot lichtontwerper aan de Toneelschool Amsterdam en aan het Grafisch Lyceum Rotterdam.
Een andere vorm van lichtontwerp is die met betrekking tot kunstlicht binnen de architectuur. Hierbij moeten functionaliteit en vormgeving nauw samengaan.

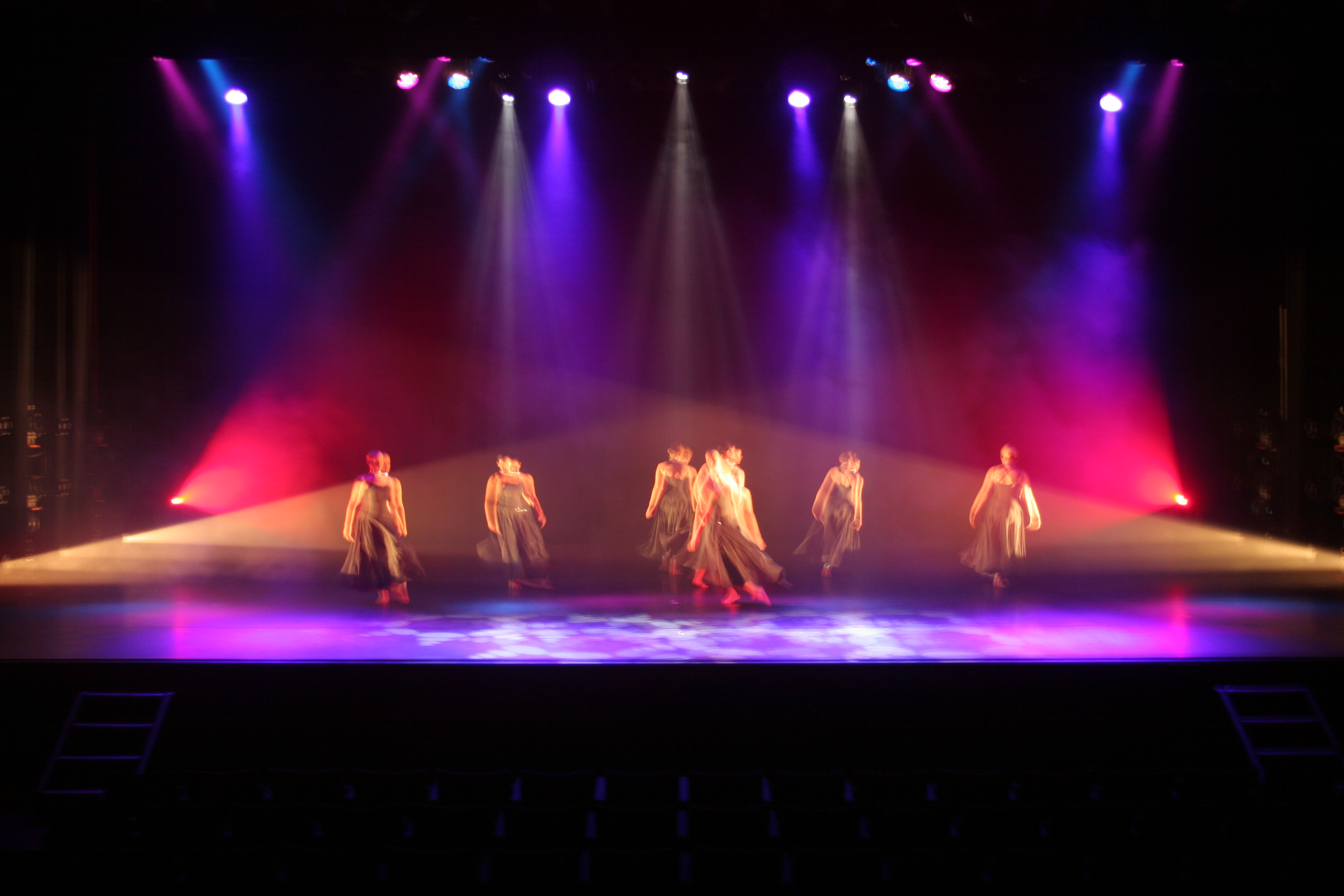
Podiumverlichting tijdens een dansvoorstelling